# Renee Igelski
Renee Igelski (2 de septiembre de 1961) es una jinete danesa que compitió en la modalidad de doma. Ganó una medalla de plata en el Campeonato Europeo de Doma de 1983, en la prueba por equipos.

## Palmarés internacional
| Campeonato Europeo | Campeonato Europeo | Campeonato Europeo | Campeonato Europeo |
| Año                | Lugar              | Medalla            | Categoría          |
| ------------------ | ------------------ | ------------------ | ------------------ |
| 1983               | Aquisgrán (RFA)    | Medalla de plata   | Por equipos        |